# Circuito del Garda

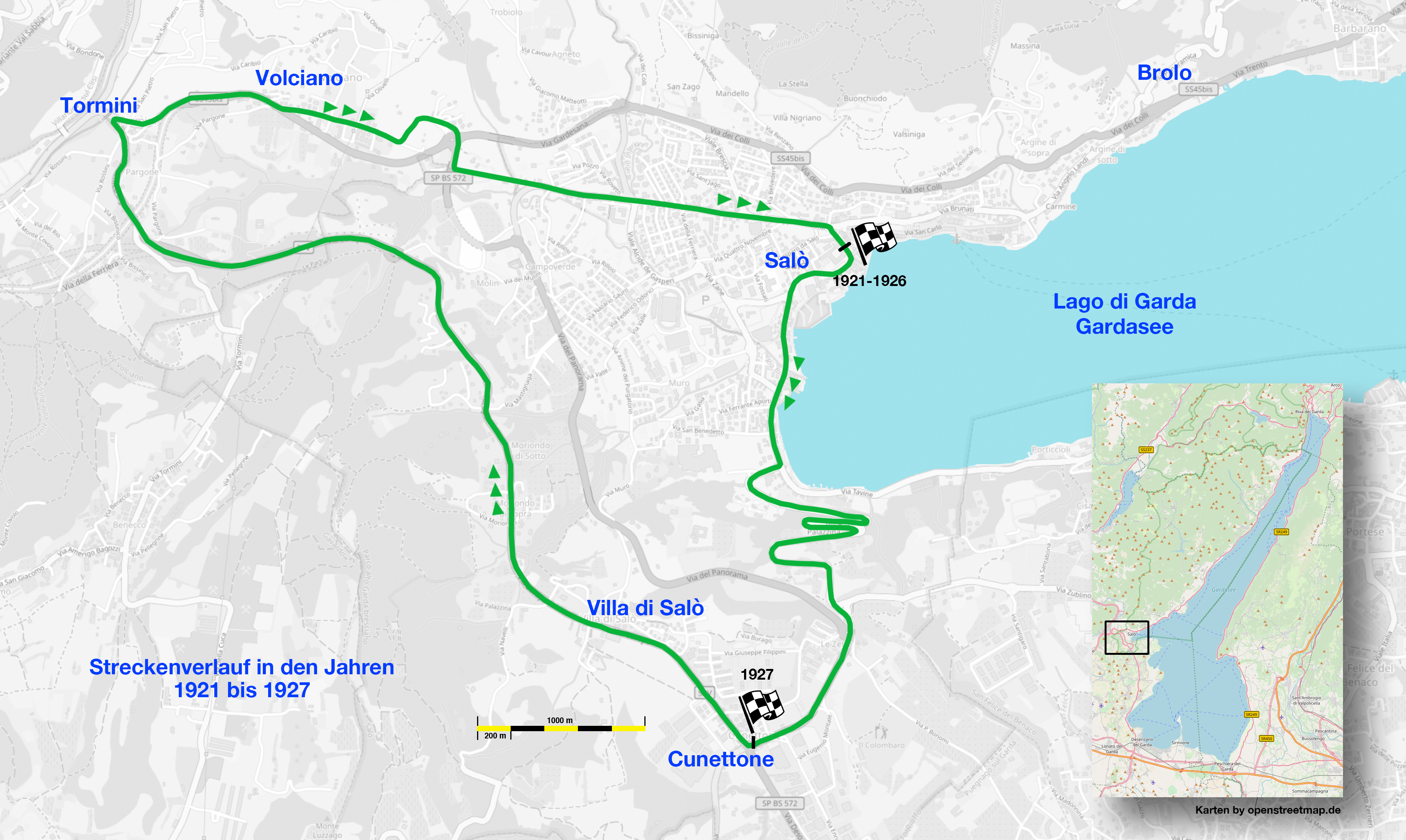
Streckenverlauf des Circuito del Garda von 1921 bis 1927, aufgebaut auf einer Karte von OpenStreetMap

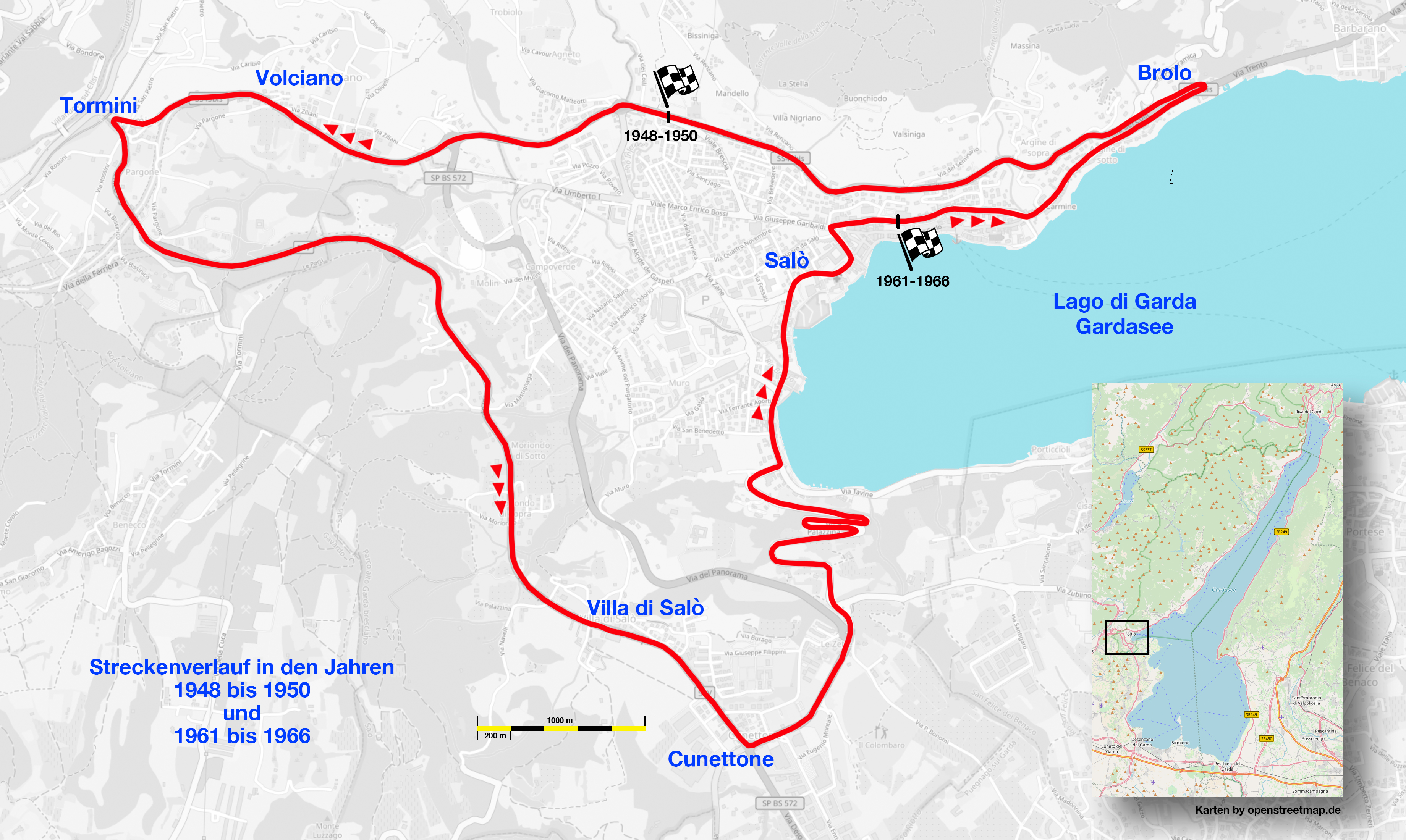
Streckenverlauf des Circuito del Garda von 1948 bis 1950 und 1961 bis 1966

Circuito del Garda ist der Name einer ehemaligen, nicht permanenten Motorsport-Rennstrecke sowie des darauf ausgetragenen Automobilrennens in der Gegend rund um die norditalienische Kleinstadt Salò am Westufer des Gardasees. Zwischen 1921 und 1966 wurden 15 Rennen ausgetragen.

## Hintergrund
Der Begriff „Circuito del Garda“ definiert keinen abgeschlossenen Rundkurs wie z. B. Imola oder Monza, sondern bezieht sich auf eine variable Streckenführung aus dem öffentlichen Straßennetz, das für die Austragung der Rennen gesperrt und präpariert wird (zur damaligen Zeit hauptsächlich durch das Auslegen von Strohballen als Streckenbegrenzung in ‚gefährlichen Kurven‘).

## Geschichte
Die Grand-Prix-Rennen wurden in drei zeitlich getrennten Perioden ausgetragen.
- Zwischen 1921 und 1927 gab es sieben Rennen mit Siegen der Diatto-Fahrer Eugenio Silvani (1921) und Guido Meregalli (1922–1924) sowie die Bugatti-Fahrer Aymo Maggi (1925–1926) und Tazio Nuvolari (1927).
- In der Zeit von 1948 bis 1950 wurden drei Rennen ausgetragen. Die Sieger waren der Ferrari-Fahrer Giuseppe Farina (1948), Luigi Villoresi (1948) und Alberto Ascari (1949).
- Die letzten Veranstaltungen fanden zwischen 1961 und 1966 statt.

In manchen Jahren wurden auch, hauptsächlich regionale, Motorradrennen auf dem Kurs (oder zumindest Teilabschnitten) ausgetragen.

## Strecke

### Länge
Die Streckenführung und vor allem die Länge der einzelnen Runden variierten in den Jahren der Austragung: Die von 1921 bis 1927 ausgetragenen Rennen fanden auf der alten, heute noch vorhandenen „napoleonischen Straße“ statt, die von Tormini nach Salò führt. In den Jahren 1935–1936 wurde eine neue Verbindung (die derzeitige Staatsstraße SS45) verwendet, die Tormini mit dem Ort Brolo verbindet. Diese Streckenführung wurde in allen Rennen nach dem Zweiten Weltkrieg verwendet.
- In den Jahren 1921 und 1924 bis 1927 wurde der Kurs im Uhrzeigersinn befahren. Die Rundenlänge betrug 12.236 m. Eine Runde wurde in 3 Teilsegmente unterteilt: von Cunettone nach Tormini (4516 m), von Tormini nach Salò / Piazza Fossa (3396 m) und von Salò / Piazza Fossa nach Cunettone (4324 m).
- 1922 und 1923 ebenfalls im Uhrzeigersinn mit einer Gesamtlänge von 12.360 m.
- 1948 wurde gegen den Uhrzeigersinn gefahren, die Rundenlänge betrug 16.367 m.
- 1949 betrug die Länge einer Runde 16.000 m, gefahren wurde ebenfalls gegen den Uhrzeigersinn.
- 1950 ging die Runde, gegen den Uhrzeigersinn gefahren, über eine Distanz von 16.373 m. Das Rennen wurde über eine Distanz von 18 Runden ausgetragen. Dies ergab eine Renndistanz von 294,7 km. Die schnellste Rundenzeit erzielte Alberto Ascari mit 8'00.4".[3]
- Die letzten Veranstaltungen, von 1961 bis 1966 wurden mit einer Rundenlänge von 16.400 m ausgetragen.[2]

Anmerkung: Die teilweise nur geringen Unterschiede in der Streckenlänge dürften auf minimalen Streckenänderungen in den engen, verwinkelten Ortsdurchfahrten des Kurses beruhen.

### Start und Ziel
Die Position der Start- und Ziellinie variierte des Öfteren:
- 1921–1926: Piazza Fossa (Ein nicht offizieller Name für di Piazza Vittorio Emanuele II), Salò
- 1927: In Cunettone di Salò (einem Stadtviertel)
- 1948–1950: auf der Staatsstraße Gardesana an der Stelle der Abzweigung nach Salò (etwa auf halber Strecke zwischen Brolo und Tormini)
- 1961–1966: Via Brunati, Salò.[2]

## Liste aller Gewinner
Neben den Grand-Prix-Rennen wurden auf dem Circuito del Garda auch Rennen in anderen Klassen ausgetragen.
| Auflage | Jahr | Sieger            | Fahrzeug       | Klasse        |
| ------- | ---- | ----------------- | -------------- | ------------- |
| 1       | 1921 | Eugenio Silvani   | Bugatti        | Corsa         |
| 2       | 1922 | Guido Meregalli   | Diatto         | Formula Libre |
| 3       | 1923 | Guido Meregalli   | Diatto         | Formula Libre |
| 4       | 1924 | Guido Meregalli   | Diatto         | Formula Libre |
| 5       | 1925 | Aymo Maggi        | Bugatti        | Formula Libre |
| 6       | 1926 | Aymo Maggi        | Bugatti        | Formula Libre |
| 7       | 1927 | Tazio Nuvolari    | Bugatti T35C   | Formula Libre |
| 8       | 1948 | Nino Farina       | Ferrari 125 F1 | Formula Libre |
| 9       | 1949 | Luigi Villoresi   | Ferrari        | Formel 2      |
| 10      | 1950 | Alberto Ascari    | Ferrari        | Formel 2      |
| 11      | 1961 | Jo Siffert        | Lotus          | Formel Junior |
| 12      | 1962 | David Hitches     | Lola           | Formel Junior |
| 13      | 1963 | Jo Schlesser      | Brabham        | Formel Junior |
| 14      | 1964 | Silvio Moser      | Brabham        | Formel 3      |
| 15      | 1966 | Jonathan Williams | De Sanctis     | Formel 3      |

## Gegenwart
Aktuell wird der Begriff ‚Circuito del Garda‘ vom „Old Wheels Car Club“ aus Brescia verwendet, um alljährlich ein „Wettrennen“ historischer Automobile rund um den Gardasee zu veranstalten. Dieser "Circuito del Garda" findet jeweils Mitte Oktober statt und ist bei Oldtimer-Liebhabern überregional beliebt. Auf einer Strecke von ca. 130 Kilometern, die nur noch wenig mit der ursprünglichen Streckenführung gemein hat, werden die Fahrzeuge in Gleichmäßigkeitsprüfungen in verschiedenen Orten rund um den Gardasee präsentiert.